# (15261) 1990 SV12
(15261) 1990 SV12 là một tiểu hành tinh vành đai chính. Nó được phát hiện bởi Henri Debehogne ở Đài thiên văn La Silla ở Chile ngày 21 tháng 9 năm 1990.